# Drugie imię
Drugie imię – imię zwykle używane po pierwszym imieniu jako element pełnego nazwiska danej osoby, głównie w Europie i krajach o kulturze zachodniej. 
Drugie imię nie jest nadawane wszystkim osobom, co oznacza, że nie każda osoba takie posiada. W niektórych krajach zwyczajowo nadaje się je na cześć ojca lub dziadka, co ma wiele cech wspólnych z imieniem odojcowskim.
Obecnie w Polsce prawnie dozwolone jest nadanie jednej osobie tylko jednego lub dwóch imion, zgodnie z art. 59 Prawo o aktach stanu cywilnego (wyjątkiem są dzieci cudzoziemców lub pochodzące z rodzin mieszanych, w których jedno z rodziców jest cudzoziemcem pochodzącym z kraju o tradycji nadawania dzieciom więcej niż dwóch imion). W przeszłości nie było takich ograniczeń i ludzie (zwykle pochodzący z klas wyższych) mieli nierzadko po kilka imion.
Zwykle jest to imię zależne od płci dziecka – zdarza się jednak, że potomek płci męskiej otrzymuje drugie imię typowo żeńskie (przeważnie jest to wtedy Maria).